# The Daily Stormer
The Daily Stormer (TDS) ist eine neonazistische, antisemitische Website in den USA im Stil eines Nachrichtenportals. Sie bezeichnet sich selbst als Sprachrohr der Alt-Right. Google und GoDaddy sperrten den Daily Stormer nach den Ausschreitungen und dem Attentat von Charlottesville im August 2017.

## Geschichte

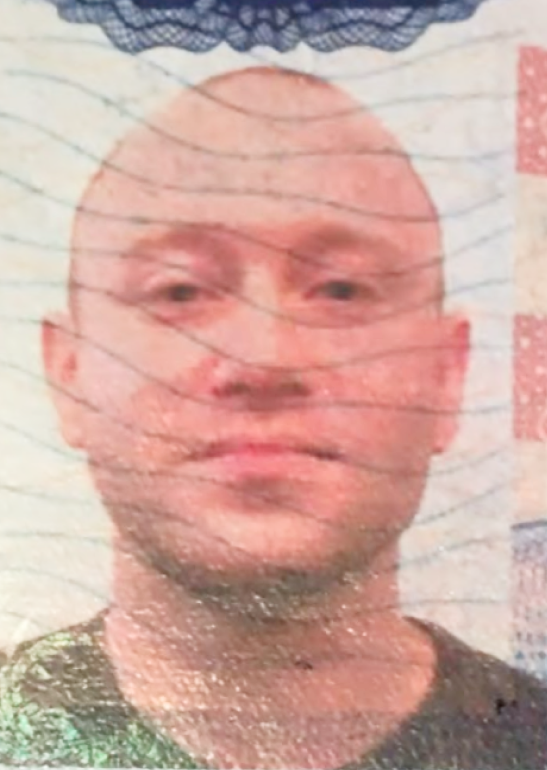
Andrew Anglin (2013)

Die Seite wurde 2013 vom faschistischen Netzaktivisten Andrew Anglin gegründet. Der Name nimmt Bezug auf die NS-Propagandazeitung Der Stürmer aus dem Dritten Reich.

### Hostingschwierigkeiten
Im August 2017 wurde die Seite infolge der Ausschreitungen von Charlottesville vom Betreiber GoDaddy und Google gesperrt, da die dabei zu Tode gekommene Gegendemonstrantin verhöhnt worden war.
Die Seite war zunächst nur im Darknet verfügbar und ließ sich nur episodisch im Clearnet aufrufen, da die Betreiber Schwierigkeiten hatten, einen Domainnamen und eine Internetverbindung zum Hosten der Server zu kaufen. Aktuell wird die Webseite von einem chinesischen Anbieter unter der .su-Domain der ehemaligen Sowjetunion gehostet.

## Inhalte
Die Seite bezeichnet sich selbst als The world's most visited alt right web site. Zusammen mit Stormfront gehört The Daily Stormer zu den größten Hate-Speech-Websites im Internet. Die Inhalte von The Daily Stormer lassen sich der Idee des White Supremacy zuordnen und sind offen antisemitisch und rassistisch. Typisch ist die Verwendung von Memes wie Pepe dem Frosch. Oft wird das Design des Headers geändert, wobei auf Symbolik wie den Reichsadler und das Hakenkreuz zurückgegriffen wurde. Während der Präsidentschaftswahlen 2016 forderte die Seite zur Wahl von Donald Trump auf.
Laut einem 17-seitigen Dokument, das in einem internen Chat veröffentlicht wurde, sind die Publikums-Zielgruppe Menschen, die zuvor wenig Kontakt zu rechtsradikalen Ideologien hatten. Leser sollen zunächst durch den „bösen Humor“ neugierig gemacht werden und nach und nach die Ideologie internalisieren. Juden bzw. „jüdischer Feminismus“ werden dabei für alles verantwortlich gemacht. Das Handbuch gibt auch Tipps für Beleidigungen von Schwarzen, Latinos, Juden, Menschen asiatischer Herkunft, Schwulen und Frauen. Schimpfworte sollen überwiegend in Artikeln, die in „halb scherzhaftem“ Ton verfasst wurden, benutzt werden, in ernsthaften Artikeln soll auf sie verzichtet werden. Stereotype Witze über hasserfüllte Rassisten sind dabei durchaus erwünscht, da so die Leser  nicht auf den ersten Blick erkennen können, ob etwas ernst gemeint ist oder nicht. Nach eigenen Angaben verfügt der Daily Stormer über eine „Trollarmee“, die mit Attacken auf ins Visier genommene Personen und Gruppen reagiert, was dem Daily Stormer ermöglicht, sich aus der Verantwortung zu ziehen. Laut dem internen Handbuch ist es der Plan, „den Feind zu entmenschlichen, bis zu dem Punkt, an dem die Menschen bereit sind, über seinen Tod zu lachen“. Es sei zwar illegal, im Internet zu Gewalt aufzurufen oder diese zu begrüßen, gleichzeitig sei es „total wichtig“, die Akzeptanz von Gewalt als Eventualität oder Unausweichlichkeit zu normalisieren.
Medien wie der Independent und Zeit Online beschreiben den Daily Stormer als eine Neonaziseite. Die Bürgerrechtsorganisation Southern Poverty Law Center nannte den Daily Stormer die „Top-Hassseite in Amerika“.

## Wirkung
2017 erschoss der 21-jährige Weiße Dylann Roof aus rassistischen Gründen neun Besucher einer Bibelstunde in Charleston. Das Southern Poverty Law Center analysierte Roofs Manifest und kam zu dem Schluss, dass er regelmäßiger Leser und Beitragsschreiber des The Daily Stormer war.